# آل فالوا
عائلة ڤالوا (بالإنجليزية: House of Valois)‏، و(بالفرنسية: Maison capétienne de Valois)‏، هي فرع ينحدر من سلالة كابيتيون، خلفت آل كابيه كملوك لفرنسا في الفترة من عام 1328 حتى 1589، وحكم فرع من هذه العائلة دوقية بورغونيا من عام 1361 حتى 1482، وأسس الأعضاء الصغار للأسرة فروع صغار هم: آلانسون، أنجو، بورجوندي وأورليانز.
تنحدر عائلة فالو من شارل كونت فالوا (1270-1325)، وهو الابن الرابع للملك فيليب الثالث ملك فرنسا (حكم 1270-1285). واستند قوانين العرش لديهم إلي القانون السالي)، الذي يستبعد الإناث، وكذلك الأبناء الذكور من نسل النساء، من وراثة المملكة الفرنسية.
كانت عائلة فالوا فرع من عائلة الكابيتيين. خَلَفوا عائلة كابيه (أو «الكابيتيين المباشرين») على العرش الفرنسي، وكانوا الأسرة الملكية الفرنسية من عام 1328 إلى 1589. أسس الأعضاء الصغار من العائلة أفرع متدربين في أورليان وأنجو وبرغونيا وألونسون.
انحدر آل فالوا من شارل كونت فالوا (1270 – 1325)، ثاني الأحياء من أبناء فيليب الثالث ملك فرنسا (حكم من 1270 حتى 1285). كانت أحقيتهم بالعرش مبنية على سابقة قانونية في 1316 (نُسبت لاحقًا بصورة رجعيّة إلى القانون السالي خاصة الميروفنجيين) الذي أبعد الإناث (جوانا الثانية ملكة نافارا)، بالإضافة إلى الذكور المنحدرين من الجانب الأنثوي (إدوارد الثالث ملك إنجلترا) عن خلافة العرش الفرنسي.
بعد أن شغلوا العرش لقرون عديدة، انقرض نسل ذكور آل فالوا وخلفتهم عائلة بوربون إلى العرش باعتبارهم أكبر الأفرع الباقية من أسرة الكابيتيين.

## وِرث مفاجئ
بدَت أسرة الكابيتيين في مأمن خلال حكم الملك فيليب الرابع من 1285 حتى 1313 وبعده. كان فيليب قد ترك ثلاثة أبناء على قيد الحياة (لويس وفيليب وشارل) وابنة (إيزابيلا). تسلم كل ابنٍ المُلك بدوره، لكن كلهم مات شابًا من دون ورثة ذكور، غير تاركين إلا البنات العاجزات عن وراثة العرش. عندما مات شارل الرابع في عام 1328، صارت الخلافة الفرنسية أكثر إشكاليّة.
في عام 1327، تمتع ثلاثة مرشحين بمطالب منقطية بالعرش:
1. فيليب كونت فالوا، ابن شارل كونت فالوا، الذي كان الوريث الأقرب في نسل الذكور وحفيد فيليب الثالث (حكم من 1270 إلى 1285). لأن أباه كان أخو الراحل فيليب الرابع كونت فالوا وكان بالنتيجة ابن أخ فيليب الرابع وابن عم لويس العاشر وفيليب الخامس وشارل الرابع. علاوة على ذلك، كان شارل الرابع قد اختاره باعتباره الوصي قبل وفاته.
2. جوانا ملكة نافارا، ابنة لويس العاشر. رغم أن فيليب الخامس كان قد استغل منصبه بالنسبة لابنة أخيه ليتولى العرش في عام 1316، لكنّ جوانا كانت تتمتع بمطالب قوية بصفتها الوريث العام لفيليب الرابع، وقد دعمت عائلتها من طرف أمها في البداية مطالبها بعد وفاة لويس العاشر. تسلّمت في النهاية مملكة نافارا، التي كان ممكنًا تسليمها للورثة الإناث.
3. إدوارد الثالث ملك إنجلترا، ابن إيزابيلا ملكة فرنسا، ابنة فيليب الرابع والوحيدة الحيّة من أولاده. طالب إدوارد بالعرش الفرنسي باعتباره حفيد فيليب الرابع.

في إنجلترا، طالبت إيزابيلا ملكة فرنسا بالعرش بالنيابة عن ابنها ذي الخمسة عشر عامًا. كما النظام الفرنسي، لم يسمح قانون الخلافة الإنجليزي بخلافة الإناث، لكنه سمح بالخلافة عبر نسل الإناث (وهنري الثاني ملك إنجلترا مثال على ذلك). رفض الفرنسيون مطالب إيزابيلا، مجادلين بأنه نظرًا لكونها هي، بصفتها امرأة، لا يمكنها الخلافة، إذن فلا يمكنها نقل أي حق من هذا القبيل لابنها. وهكذا اختار الأقطاب الفرنسيون ملكهم الجديد ليكون فيليب كونت فالوا، الذي صار فيليب السادس ملك فرنسا. مضى عرش نافارا في طريقه المستقل إلى جوانا ملكة فرنسا، ابنة لويس العاشر، التي صارت جوانا الثانية ملكة نافارا.
نتيجة لفشل الدبلوماسية والمفاوضات، اضطُر إدوارد الثالث إلى دعم مطالبه بالقوة ليحصل على العرش الفرنسي. لبضع سنوات، حافظت إنجلترا وفرنسا على سلام قلِق. في آخر الأمر، أدى تصعيد النزاع بين الملكين إلى مصادرة الملك فيليب السادس لدوقية أقطانية (1337). بدلًا عن تقديم الولاء للملك الفرنسي، مثلما فعل أسلافه، زعم إدوارد أنه الملك الشرعي لفرنسا. ساعدت هذه الأحداث في بدء حرب المئة عام (1337 – 1453) بين إنجلترا وفرنسا. على الرغم من أن إنجلترا فشلت في النهاية في كسب الصراع المديد، ظل الملوك الإنجليز والبريطانيين حتى عام 1801 محتفظين، وإن كان رسميًا على أقل تقدير، بمطالبهم بالعرش الفرنسي.

## حرب المئة عام
يمكن اعتبار حرب المئة عام حرب خلافة طويلة بين أسرتي فالوا وبلانتاجينيت. كان عهد الملك فيليب السادس المبكر واعدًا بالنسبة لفرنسا. حارب الملك الجديد الفلمنجيين بالنيابة عن تابعه كونت فلاندر، وأعاد للكونت سلطته. دفع عنف إدوارد الثالث تجاه اسكتلندا، وهي حليفة لفرنسا، فيليب السادس إلى مصادرة غويين. في الماضي، كان على الملوك الإنجليز الخضوع لملك فرنسا، لكن إدوارد، كونه سلسل الملوك الفرنسيين، طالب بالعرش لنفسه. كانت فرنسا آنذاك في أوج بطشها. لم يصدق أحد أن بوسع الملك الإنجليزي إثبات صحة مطالبه لفرنسا.

كانت إستراتيجية إدوارد البدئية هي التحالف مع فلاندر وأمراء الإمبراطورية. كان التحالف مكلفًا وغير منتج كثيرًا. في حين تدخل الملكان الإنجليزي والفرنسي، بموجب هدنة، في حرب خلافة بريتون. في عام 1346، غزا إدوارد فرنسا ونهب الريف بدلًا من محاولة احتلال أرض. واجهت القوات الفرنسية بقيادة فيليب السادس إدوارد الثالث في معركة كريسي، والتي أسفرت عن هزيمة نكراء ومهينة للفرنسيين. برغم ذلك، كان أكثر ما كسبه إدوارد إثر نصره هو احتلال كاليه.

درع ملك فرنسا منذ 1376م.

خلف جون الثاني أباه فيليب السادس في 1350. كان قد تعرض للتهديد من طرف شارل الثاني ملك نافارا، من فرع إيفرو من عائلة الكابيتيين، الذي كان يطمح للعرش الفرنسي بحق أمه، كبيرة أحفاد فيليب السادس ملك فرنسا. نفّرت شخصية شارل في النهاية كلا الملكين الفرنسي والإنجليزي، ذلك أنه كان يبدل ولاءه بسهولة متى ما ناسب ذلك مصلحته. في عام 1356، قاد إدوارد الأمير الأسود، أكبر أبناء إدوارد الثالث وولي عهده، جيشًا إلى شوفوشيه في فرنسا. طارد جونُ الأميرَ الأسود، الذي حاول تفادي حراب قوات الملك الفرنسي المتفوقة. انهارت المفاوضات. في معركة پواتييه، تكبد الفرنسيون هزيمة مهينة أخرى، وأُسر ملكهم. أمِل إدوارد الاستفادة من النصر بغزو فرنسا وتتويج نفسه في رييم. لكن القائد الجديد، الدوفين شارل، تفادى معركة ضارية أخرى وصمدت مدينة رييم أمام الحصار. في معاهدة بريتيني، حصل الملك الفرنسي على أكويتان موسعة بسيادة كاملة، وتخلى عن دوقية تورين، ومقاطعات أنجو ومين، وسيادة بريتاني وفلاندر، ومطالبته بالعرش الفرنسي.
صار شارل الخامس ملكًا في عام 1364. ساند هنري الثاني ملك قشتالة في الحرب الأهلية القشتالية، في حين ساند الأمير الأسودُ الحاكم بيدرو ملك قشتالة. انتصر الأمير الأسود، لكن بيدرو رفض دفع نفقاته. حاول الأمير الأسود تعويض خسارته عبر رفع الضرائب في أكويتان، ما دفعهم إلى مناشدة ملك فرنسا. تجددت الحرب. استعاد الفرنسيون أراضيهم واحدة واحدة. وقتما مات شارل في عام 1380، لم تُترك إلا كاليه وبوردو وبايون للإنجليز.